# 施普林格·自然
施普林格·自然（英語：Springer Nature）公司是一家科學刊物出版社，成立於2015年5月。該公司由施普林格科學+商業媒體與霍爾茨布林克出版集團旗下的自然出版集团、帕爾格雷夫·麥米倫和麦克米伦教育合併而成。合并后的公司在全球50多个国家拥有逾13,000员工，营业额达15亿欧元。

## 子公司
- 施普林格
  - 阿迪斯国际（Adis International）
  - 施普林格卫生保健通讯（Springer Healthcare）
- Apress
- 帕爾格雷夫·麥米倫
- 麦克米伦教育（英语：Macmillan Education）
- 自然出版集团
- 生物医学中心
- 科学美国人
- J. B. Metzler

## 爭議事件
英國《金融時報》在2017年調查報導，斯普林格自然出版集團在中國境內，封鎖旗下兩本學術期刊《中國政治學刊》（Journal of Chinese Political Science）與《國際政治學》（International Politics）約1000多篇文章，被封鎖的文章都具備一些中國政治「敏感詞」，例如「台灣」、「西藏」與「文化大革命」；在論文思想審查事件之前，斯普林格自然出版集團甚至主動向中國官媒《人民出版社》聯絡，要求購買《習近平講故事》的全球英文版權，出版英文譯本。
2020 年 8 月，臺灣醫生吳若玄及她的團隊在 8 月 24 日收到一封來自施普林格•自然出版集團旗下的醫學期刊《Eye and Vision》編輯部的回信，要求她在所提交論文中作者的國籍「Taiwan」後面加上「China」，以符合該期刊及施普林格自然集團配合的中國相關法規，否則不考慮刊登。